# مايك ميلر (لاعب كرة قدم كندية)
مايك ميلر هو لاعب كرة قدم كندية كندي، ولد في 15 مارس 1989 في Riverview, New Brunswick ‏ في كندا.